# Karl Pflaum
Karl Pflaum (* 17. November 1890 in Passau, Bayern, Deutsches Kaiserreich; † 18. Dezember 1957 in Altötting) war ein deutscher Offizier, ab 1943 Generalleutnant der Wehrmacht.

## Leben
Als Austauschschüler verbrachte Karl Pflaum einige Zeit in Lons-le-Saunier, zufällig in der Gegend Frankreichs, in die er 1942 als Offizier der Besatzungstruppen zurückkehren sollte. Am 23. Juli 1910 trat er als Fahnenjunker ins 8. Königlich Bayerische Infanterie-Regiment „Großherzog Friedrich II. von Baden“ ein und wurde dort am 28. Oktober 1912 zum Leutnant befördert. Im Regiment wurde er am 16. März 1916 auch zum Oberleutnant befördert.
Nach dem Ersten Weltkrieg, in dem er verwundet und mit beiden Klassen des Eisernen Kreuzes ausgezeichnet worden war, wurde er in die Reichswehr übernommen. Die Übernahme verlief aber nicht reibungslos, da er von einem Vorgesetzten u. a. als „höchst radikal gesinnten Hilfsdienstpflichtigen“ eingestuft wurde. Erst durch eine positive Stellungnahme seines damaligen Regimentskommandeurs konnte er weiterhin in der Armee bleiben. Am 1. Juli 1921 zum Hauptmann mit Rangdienstalter vom 18. Oktober 1918 befördert, war er 1931 im Stab des 19. Infanterie-Regiments.
Beim Übergang der Reichswehr zur Wehrmacht wurde er am 1. März 1935 zum Oberstleutnant und am 1. Oktober 1937 zum Oberst befördert und übernahm als solcher ab 12. Oktober 1937 die Leitung der Psychologischen Prüfstelle des Wehrkreises VII in München. Vom 1. September 1939 bis 25. September 1941 war er Kommandeur des Infanterie-Regiments 19, welches er zum Beginn des Russlandfeldzuges führte. Anschließend übernahm er am 2. Oktober 1941 im Rang eines Generalmajors (Beförderung am 1. Oktober 1941) das Kommando über die 258. Infanterie-Division an der Ostfront, wo er als Ersatz für den verwundeten Generalleutnant Waldemar Henrici in der bis Ende Oktober dauernden Doppelschlacht bei Wjasma und Brjansk und anschließend in der Schlacht um Moskau, welche bis Ende Januar 1942 dauerte, eingesetzt wurde.
In der Position als Kommandeur der 258. Infanterie-Division veränderte sich das Wesen Pflaums mit dem negativen Fortgang des Krieges vom fürsorglichen zum erbarmungslosen Kommandeur. So forderte er im Winter den bedingungslosen Kampf der Soldaten und drohte jedem bei Zuwiderhandeln mit dem Kriegsgericht. Den Befehl ließ er sich schriftlich von seinen untergebenen Offizieren bestätigen. Wenige Tage nach diesem Befehl wurde er wegen eines schweren Herzleidens vom Kommando entbunden.
Er gelangte ab 20. September 1942 als Kommandeur der neu aufgestellten 157. Reserve-Division, der späteren 157. Gebirgs-Division, zunächst als Teil der Besatzungstruppen nach Frankreich zunächst nach Besançon. Nach der Kapitulation Italiens im September 1943 und der damit einhergehenden Räumung der italienisch besetzten Gebieten verlegte die Division nach Grenoble. Am 1. Oktober 1943 wurde er zum Generalleutnant befördert. Im nahegelegenen Bergmassiv des Vercors, in dem zahlreiche Maquisards tätig waren, leitete er im Rahmen des „Unternehmens Vercors“ vom 21. Juli bis Anfang August 1944 Einsätze zur Partisanenbekämpfung. Stellte sich Pflaum zunächst entschieden gegen Terrormaßnahmen, die nicht zwischen Zivilisten und Widerstandskräften unterschied, so musste er sich dem Druck von oben beugen und auch innerhalb seiner Division ließen sich eindeutige Radikalisierungstendenzen feststellen. Als im September 1944 die 157. Reserve-Division in die 157. Gebirgs-Division überführt wurde, gab er das Kommando auf seinem Wunsch hin aufgrund gesundheitlicher Probleme ab. Im März 1945 verfügte das Heerespersonalamt aufgrund eines Herzleidens Pflaums seine Entlassung aus dem aktiven Heeresdienst zum 31. Mai 1945.
Nach Kriegsende wurde Pflaum 1947 von den Amerikanern verhaftet und geriet in französische Gefangenschaft. Ein Kriegsverbrecherprozess gegen ihn im Gefängnis Montluc in Lyon wurde aus gesundheitlichen Gründen ohne Urteilsspruch vorzeitig abgebrochen. Pflaum kehrte zu Beginn der 1950er Jahre nach Deutschland zurück und lebte 1959 in Alzgern/Altötting.